# عمشة بنت عماش

## نبذة عن المسلسل
عمشة بنت عماش مسلسل سعودي تقوم فكرته على طرح قضايا اجتماعية وتوظيفها في قالب كوميدي ساخر مدروس بعناية تقريبًا للواقع والأحداث المعاصرة في يومنا هذا من خلال الشخصية الرئيسية في العمل وهي «عمشة» البنت القروية التي تتحول إلى سائقة تاكسي لكسب الرزق وأيضًا للابتعاد عن المشاكل ولكنها تفاجأ بأن المشاكل تلاحقها حيث تواجه كل يوم حدثًا جديدًا وموقفًا كوميديًا من خلال قيادتها للتاكسي.